# Olympische Sommerspiele 2016/Teilnehmer (Benin)
| Gelbes Symbol für Goldmedaillen mit stilisierten Olympischen Ringen | Graues Symbol für Silbermedaillen mit stilisierten Olympischen Ringen | Braundes Symbol für Bronzemedaillen mit stilisierten Olympischen Ringen |
| ------------------------------------------------------------------- | --------------------------------------------------------------------- | ----------------------------------------------------------------------- |
| —                                                                   | —                                                                     | —                                                                       |

Benin nahm an den Olympischen Spielen 2016 in Rio de Janeiro teil. Es war die insgesamt elfte Teilnahme an Olympischen Sommerspielen. Das Comité National Olympique et Sportif Béninois nominierte sechs Athleten in vier Sportarten.

## Teilnehmer nach Sportarten

### Fechten
| Athleten    | Wettbewerb   | 1. Runde    | 1. Runde | 2. Runde      | 2. Runde      | Achtelfinale  | Achtelfinale  | Viertelfinale | Viertelfinale | Halbfinale / Klassifikation | Halbfinale / Klassifikation | Finale / Platzierung | Finale / Platzierung | Rang          |
| Athleten    | Wettbewerb   | Gegner      | Ergebnis | Gegner        | Ergebnis      | Gegner        | Ergebnis      | Gegner        | Ergebnis      | Gegner                      | Ergebnis                    | Gegner               | Ergebnis             | Rang          |
| ----------- | ------------ | ----------- | -------- | ------------- | ------------- | ------------- | ------------- | ------------- | ------------- | --------------------------- | --------------------------- | -------------------- | -------------------- | ------------- |
| Männer      |              |             |          |               |               |               |               |               |               |                             |                             |                      |                      |               |
| Yémi Apithy | Säbel Einzel | Max Hartung | 9:15     | ausgeschieden | ausgeschieden | ausgeschieden | ausgeschieden | ausgeschieden | ausgeschieden | ausgeschieden               | ausgeschieden               | ausgeschieden        | ausgeschieden        | ausgeschieden |

### Judo
| Athleten                           | Wettbewerb | 1. Runde | 1. Runde    | 2. Runde | 2. Runde    | Viertelfinale | Viertelfinale | Halbfinale / Trostrunde | Halbfinale / Trostrunde | Finale / Platz 3 | Finale / Platz 3 | Rang |
| Athleten                           | Wettbewerb | Gegner   | Ergebnis    | Gegner   | Ergebnis    | Gegner        | Ergebnis      | Gegner                  | Ergebnis                | Gegner           | Ergebnis         | Rang |
| ---------------------------------- | ---------- | -------- | ----------- | -------- | ----------- | ------------- | ------------- | ----------------------- | ----------------------- | ---------------- | ---------------- | ---- |
| Männer                             |            |          |             |          |             |               |               |                         |                         |                  |                  |      |
| Celtus Williams Abiola Dossou Yovo | bis 90 kg  | C. Dias  | 100s1:001s1 | M. Nyman | 000s2:100s0 | ausgeschieden | ausgeschieden | ausgeschieden           | ausgeschieden           | ausgeschieden    | ausgeschieden    | 9    |

### Leichtathletik
Laufen und Gehen 
| Athleten      | Wettbewerb | Runde 1     | Runde 1 | Halbfinale    | Halbfinale    | Finale        | Finale        | Rang |
| Athleten      | Wettbewerb | Zeit        | Rang    | Zeit          | Rang          | Zeit          | Rang          | Rang |
| ------------- | ---------- | ----------- | ------- | ------------- | ------------- | ------------- | ------------- | ---- |
| Frauen        |            |             |         |               |               |               |               |      |
| Noélie Yarigo | 800 m      | 1:59,12 min | 5       | 1:59,78 min   | 13            | ausgeschieden | ausgeschieden | 13   |
| Männer        |            |             |         |               |               |               |               |      |
| Didier Kiki   | 200 m      | 22,27 s     | 76      | ausgeschieden | ausgeschieden | ausgeschieden | ausgeschieden | 76   |

### Schwimmen
| Athleten       | Wettbewerb    | Vorlauf | Vorlauf | Halbfinale    | Halbfinale    | Finale        | Finale        | Rang |
| Athleten       | Wettbewerb    | Zeit    | Rang    | Zeit          | Rang          | Zeit          | Rang          | Rang |
| -------------- | ------------- | ------- | ------- | ------------- | ------------- | ------------- | ------------- | ---- |
| Frauen         |               |         |         |               |               |               |               |      |
| Laraïba Seibou | 50 m Freistil | 33,01 s | 77      | ausgeschieden | ausgeschieden | ausgeschieden | ausgeschieden | 77   |
| Männer         |               |         |         |               |               |               |               |      |
| Jules Bessan   | 50 m Freistil | 27,32 s | 77      | ausgeschieden | ausgeschieden | ausgeschieden | ausgeschieden | 77   |